# Símbol nabla
El nabla és un símbol que s'escriu com a ∇. El nom prové de la paraula grega que servia per definir un antic instrument. Paraules similars existeixen en arameu i hebreu.
Un altre nom, menys comú, pel símbol és el de atled, ja que és una delta a l'inrevés.
El símbol nabla està disponible en HTML estàndard com a &nabla; i en LaTeX com a \nabla. En Unicode, és el caràcter al nombre decimal 8711, o a l'hexadeximal 0x2207.
El nabla s'utilitza en matemàtiques per fer ús de l'operador nabla. També es pot referir a una connexió en geometria diferencial. El va introduir per primera vegada William Rowan Hamilton.